# Tubthumping
"Tubthumping" (com seu título alternativo "I Get Knocked Down") é uma canção da banda de rock inglesa Chumbawamba. É a primeira faixa como também o primeiro single do álbum Tubthumper (1997), lançado em 11 de agosto de 1997. Essa canção faz parte da trilha sonora oficial da Copa do Mundo FIFA de 1998. E também do seriado americano Dawson's Creek, que foi exibido até 2006 pelo canal Sony Entertainment Television.

## Paradas musicais
| País/Parada (1997–1998)               | Melhor posição |
| ------------------------------------- | -------------- |
| Austrália (ARIA)                      | 1              |
| Áustria (Ö3 Austria Top 75)           | 14             |
| Bélgica (Ultratop 50 de Flandres)     | 9              |
| Bélgica (Ultratop 50 da Valônia)      | 30             |
| Canadá (RPM Top Singles)              | 1              |
| Canadá (RPM Adult Contemporary)       | 1              |
| Canadá (RPM Rock/Alternative)         | 1              |
| Dinamarca (IFPI Dinamarca)            | 9              |
| Europa (Hot 100 Singles)              | 8              |
| França (SNEP)                         | 38             |
| Alemanha (Offizielle Deutsche Charts) | 11             |
| Hungria (MAHASZ)                      | 5              |
| Islândia (Íslenski listinn)           | 10             |
| Irlanda (IRMA)                        | 1              |
| Israel (IBA)                          | 5              |
| Itália (Musica e dischi)              | 1              |
| Países Baixos (Dutch Top 40)          | 10             |
| Países Baixos (Single Top 100)        | 16             |
| Nova Zelândia (Recorded Music NZ)     | 1              |
| Noruega (VG-lista)                    | 2              |
| Escócia (Scottish Singles Chart)      | 1              |
| Suécia (Sverigetopplistan)            | 6              |
| Suíça (Schweizer Hitparade)           | 14             |
| Reino Unido (UK Singles Chart)        | 2              |
| Estados Unidos (Hot 100)              | 6              |
| Estados Unidos (Adult Pop Airplay)    | 1              |
| Estados Unidos (Mainstream Top 40)    | 1              |
| Estados Unidos (Maxi-Singles Sales)   | 36             |
| Estados Unidos (Modern Rock Tracks)   | 1              |